# Governo Provisório da Estônia
O Governo Provisório da Estónia (em estoniano: Eesti Ajutine Valitsus) foi formado em 24 de fevereiro de 1918, pelo Comitê de Salvação nomeado por Maapäev, a Assembleia Provincial da Estônia.

## História

### Primeiro gabinete provisório de Konstantin Päts
O Governo Provisório foi liderado por Konstantin Päts. Jüri Vilms foi nomeado ministro da Justiça, Jaan Poska ministro das Relações Exteriores, Juhan Kukk ministro das Finanças, Jaan Raamot ministro da Alimentação e Agricultura, Andres Larka ministro da Guerra. Villem Maasik foi ministro do trabalho e bem-estar, Ferdinand Peterson ministro das estradas e Peeter Põld ministro da educação. 
As principais funções do Governo Provisório eram fazer lobby pelo reconhecimento diplomático da independência da Estônia no exterior, opor-se à ocupação alemã da Estônia e organizar eleições para a Assembleia Constituinte da Estônia.
Após a formação do Governo Provisório, o país foi ocupado por tropas alemãs e passou a ser administrado pelo Ober Ost. Como resultado da revolução alemã e da capitulação da Alemanha na Primeira Guerra Mundial em 11 de novembro,  as autoridades de ocupação alemãs entregaram o poder ao Governo Provisório da Estônia em 19 de novembro de 1918. 

### Segundo gabinete provisório de Konstantin Päts
De 11 de novembro de 1918 a 27 de novembro de 1918, o segundo gabinete provisório de Konstantin Päts esteve no poder. 

### Terceiro gabinete provisório de Konstantin Päts
O Governo Provisório da Estônia renunciou em 8 de maio de 1919, após a Assembleia Constituinte da Estônia se reunir em 23 de abril de 1919, e o primeiro governo eleito da República da Estônia tomou posse. 